# Тони Поповић
Тони Поповић (Сиднеј, 4. јул 1973) бивши је аустралијски фудбалер који је играо у одбрани. Тренутно је селектор репрезентације Аустралије.

## Статистика каријере

### Репрезентативна
| Аустралија | Аустралија | Аустралија |
| Година     | Утакмице   | Голови     |
| ---------- | ---------- | ---------- |
| 1995       | 8          | 0          |
| 1996       | 10         | 0          |
| 1997       | 2          | 0          |
| 1998       | 2          | 0          |
| 1999       | 0          | 0          |
| 2000       | 7          | 1          |
| 2001       | 10         | 5          |
| 2002       | 0          | 0          |
| 2003       | 2          | 1          |
| 2004       | 5          | 0          |
| 2005       | 8          | 0          |
| 2006       | 4          | 1          |
| Укупно     | 58         | 8          |